# Kajli Minog
Kajli En Minog (engl. Kylie Ann Minogue; Melburn, 28. maj 1968) australijska je pop i dens pevačica i glumica. Najpoznatija je pevačica iz Australije, a njena slava i popularnost su dostigli svetske razmere početkom devedesetih godina. Bila je na vrhu lista tokom 1990-ih i 2000-ih godina.
U Velikoj Britaniji je sa svojih 29 top 10 singlova najuspešnija pevačica posle Madone, a u svetu je prodala do sada 40 miliona singlova i 25 miliona albuma.

## Biografija

### Detinjstvo i početak karijere (1968—1980)
Kajli En Minog rođena je kao najstarije dete od majke Karol (bivša manekenka) i oca Rona (računovođa). Kajlin brat Brendan (rođen 1970) je danas snimatelj na australskoj televiziji, a sestra Danijel popularnija kao Deni (rođena 1971) je takođe pevačica i glumica.
Kajli i njena sestra su već kao deca nastupale u australijskim televizijskim serijama. Prvu ulogu je ostvarila sa 11 godina u TV seriji The Sullivans, a kasnije u serijama The Skyways i The Henderson Kids.
Slavu je stekla glumeći devojku iz susedstva u sapunici „Neighbours“. U paru s Džejsonom Donovanom, svojim dečkom u seriji i stvarnom životu, serija je postala jako popularna u Australiji i Velikoj Britaniji. Minog je u to doba osvojila ukupno šest nagrada Logi (australska televizijska nagrada), od toga i Zlatni Logi 1988. g. za najdražu osobu na australijskoj televiziji.
Kada je 1987. godine s ekipom iz serije nastupala na dobrotvornoj priredbi u Melburnu, otpevala je hit Little Eve (iz 1960-ih godina) The Loco-Motion i toliko se svidela okupljenima da je potpisala ugovor s izdavačkom kućom Mašrum Rekords i izdala hit singl, koji je postao i najprodavaniji singl decenije.

### Internacionalni uspeh (1987—1989)
Zahvaljujući velikom uspehu u Australiji, tada devetnaestogodišnja Kajli odlazi u Englesku i s najuspešnijim producentskim muzičkim timom osamdesetih godina Stokom, Aitkenom i Votermanom (SAW) i njihovom vlastitom diskografskom kućom PWL (Pete Waterman Ltd.) potpisuje ugovor i kao prvi hit izlazi I Should Be So Lucky i još jednom obrađena The Loco-Motion. Takođe i njen prvi album Kylie, postao je vrlo uspešan i zabeležio svetsku prodaju u više od 7 miliona primeraka, a u Engleskoj je bio najprodavaniji album 1988. godine.
Nakon toga usledili su nastupi u Japanu, gdje je sa svojom turnejom Disco In Dreams nastupala na najvećim pozornicama, a singl Turn It Into Love održao se celih deset nedelja na broju 1 hit liste. Kako je napredovala u muzičkoj karijeri iste godine napušta TV seriju Neighbours, a sa svojim nekadašnjim kolegom Džejsonom Donovanom snima duet Especially For You, koji takođe postaje svetski hit. Ubrzo izlazi i drugi album Enjoy Yourself (1989) s hitom Hand On Your Heart, međutim ostale pesme nisu bile tako uspešne.
Tada je dobila i prvu ulogu u filmu „The Delinquents“, koji je imao komercijalni uspeh i bio propraćen njenom obradom pesme „Tears on My Pillow“ .

### Promena imidža (1990—1992)
S izlaskom njenog trećeg albuma Rhythm Of Love (1990) menja imidž i od devojčice postaje sofisticirana žena. Počinje isticati erotsku stranu i sve česće iznenađuje javnost svojim sve otvorenijim nastupima. Ne preuzima u svoje ruke samo brigu o izgledu već i pisanje dela pesama. Nakon prekida sa Džejsonom Donovanom započinje vezu s pevačem australijske rok grupe INXS Majklom Hačinsom, koji je sam voleo govoriti da mu je omiljeni hobi „kvarenje Kajli“.
Singlovi s albuma su se prilično dobro prodavali i postali popularni u noćnim klubovima i među starijom publikom, na koju je pevačica i računala. Godine 1991. izdaje četvrti album Let´s Get to It i nakon uredno odrađenog ugovora 1992. prekida ugovor s producentskom kućom SAW.

### Kreativne godine (1994—1998)
Kajli je u sledećem razdoblju odlučila promeniti i muzički stil pa je potpisala ugovor s izdavačem Deconstruction sa kojima 1994. godine izdaje singl „Confide In Me“ i ostvaruje saradnju sa muzičarima poput Pet Shop Boys i M People. Album je bio vrlo uspešan u Australiji i Velikoj Britaniji, ali zato singlovi koji su usledili nakon toga nisu postigli veće rezultate. Ovo razdoblje Kajli je kasnije opisala kao razdoblje umetničkog, a ne komercijalnog razvoja. Godine 1995. neobičnom saradnjom snima odličan duet s Nikom Kejvom, pesmu Where The Wild Roses Grow, koja se mogla okarakterisati kao njen najveći uspeh devedesetih.
Dugo pripremani album Impossible Princess izlazi 1997. godine u vrlo nezgodno vreme podudarajući se sa smrću princeze Dajane, zbog čega je na evropskom tržištu bio preimenovan u Kylie Minogue. Pesme su ipak bile premračne za većinu njenih obožavatelja, pa veći uspesi izostaju.

### Povratak (2000—2005)
Pod ugovorom s kućom Parlofoun/EMI od 1999. u Evropi Kajli izdaje album Light Years s kojim se počela vraćati svojim pop korenima. Godina 2000. za nju je bila komercijalni povratak na scenu. Pojavom singla Spinning Around osvojila je ponovo vrhove top lista, a videospot u kojem pevačica na svojoj lepoj pozadini ima zlatne pantalone postao je apsolutni hit.
Svetsku je pažnju ponovo skrenula na sebe nastupajući na završnoj proslavi Letnjih Olimpijskih igara 2000. u Sidneju izvodeći svoju On A Night Like This i pesmu Dancing Queen od grupe ABBA. Album „Light Years“ je bio bogat uticajem disco muzike 1970-ih godina, na njemu je sarađivao i Robi Vilijams, a snimili su i duet Kids. Godine 2001. kao Green Fairy je imala cameo ulogu u uspešnom mjuziklu Moulin Rouge!. Ta uloga joj je iste godine donela nominaciju MTV Movie Awards za „Best Cameo Performace“. Sledeći hit je bio Can´t Get You Of My Head (za kojeg je osvojila Gremija) sa njenog osmog studijskog albuma, koji se prodao u 7 miliona primeraka. S albumom Fever (2001) učvrstila je svoj status, ali opet album Body Language nije imao isti uspeh. Saradnja s ostalim muzičarima uvek joj se isplatila pa joj je tako i pesma I Believe In You koju je snimila sa Scissor Sisters ponovo donela nominaciju za Gremija.

### Retrospektiva i Kajli efekat (2005—2006)
S izložbom Kylie: An Exhibiton ponudila je retrospektivu sasvim druge vrste. Izložba je 2005. godine bila postavljana po celoj Australiji na kojoj su se mogli videti kostimi koje je Kajli nosila u svojoj karijeri dugoj gotovo dvadeset godina i zahvaljujući kojima je postala ikona stila. Samo u Melburnu je od januara do aprila izložbu videlo 300.000 posetioca.
Turneja Showgirl - The Greatest Hits koja je započela u proleće 2005. bila je planirana kao njena najveća turneja do tada i nakon odrađenih termina u Evropi iznenada je prekinuta.
Razlog je bio objavljen 17. maja i to na naslovnicama dnevnih novina. Porodični lekar je pronašao kvržicu za koju se potvrdilo da je zloćudni tumor. Nakon objave vesti čak 40% više žena se prijavilo za mamografiju u prve dve nedelje od objave dijagnoze. Tako je nastao izraz „Kajli efekat“, a u stručnom časopisu „Medical Journal of Australia“ objavljeno je i istraživanje „Uticaj vesti o bolestima slavnih na skrining za rak dojke: Dijagnoza raka dojke Kajli Minog“. Hiljade obožavatelja su nakon toga dali priloge za istraživanje i lečenje raka dojke ili kupili ružičaste vrpce. Kajli je 20. maja operisana u Australiji, a u Parizu se podvrgnula šestomesečnoj hemoterapiji. Krajem septembra pevačica je otišla na kratki odmor s francuskim glumcem Oliverom Martinezom, s kojim je bila vezi i planirala venčanje nakon oporavka.
Za Božić 2005. izašla je Over the Rainbow, Kajlina prva pesma koja je bila dostupna samo za digitalno preuzimanje (download). Radi se o živoj verziji evergrina koji je postao poznat u izvođenju Judy Garland iz filma Čarobnjak iz Oza, a kojeg je Kajli Minog izvodila na njenoj Showgirl turneji.
U januaru 2006. godine objavljeno je da je lečenje bilo uspešno, ali da se terapija i dalje nastavlja. U septembru 2006. Kajli objavljuje dečju knjigu s naslovom The Showgirl Princess. Isto tako je planirano da se koncertna turneja kroz Australiju, koja je otkazana zbog njene bolesti održi krajem godine, a Kajli se priprema i vežba za svoje skorašnje nastupe. Prvi koncert je najavljen u njenom rodnom gradu Melburnu za novembar u Rod Laver Areni.

## Gej publika
Kajli uživa status gej ikone, koji i ona sama podstiče izjavama kao: „Neko mi je nekada rekao: „Gej ikone, ima puno tragedije u njihovim životima. Ali kod tebe toga stvarno nema.“ Odgovorila sam: „Imala sam puno tragičnih frizura i odeće. Mislim da to nadoknađuje. “ 
Za svoju popularnost kod gej publike Kajli uzvraća gostovanjima u gej barovima i nastupima na gej događajima, kao što su parade. Kajli takođe otvoreno podržava LGBT prava i prava obolelih od AIDS-a. Izjavila je da su njeni gej obožavaoci reagovali na njen očigledan nemir kada su mediji počeli snažno da je kritikuju 1989, i da joj je gej publika ostala verna: Moja gej publika je bila uz mene od početka... Oni kao da su me usvojili.
Kajli je, takođe, izrazila vernost svojoj gej publici na ceremoniji zatvaranja Olimpijade, 2000. u Sidneju, kada je nastupila sa 200 drag kvinova, kao i obradom pesme Over the Rainbow, teme iz filma Čarobnjak iz oza, nezvanične himne LBGT pokreta.

## Diskografija

### Albumi
- 1988. „“
- 1988. „“
- 1989. „“
- 1990. „“
- 1991. „“
- 1992. „“
- 1994. „“
- 1998. „“
- 2000. „“
- 2001. „“
- 2003. „“
- 2004. „“
- 2007. „“
- 2010. „“
- 2012. „“
- 2012. „“
- 2014. „Kiss Me Once“
- 2015. „Kylie Christmas“
- 2018. „Golden“
- 2019. „Step Back In Time: The Definitive Collection“
- 2020. „Disco“

### Videografija
| Spot                                            | Godina | Režiser                      |
| ----------------------------------------------- | ------ | ---------------------------- |
| The Locomotion                                  | 1987   | Chris Langman                |
| I Should Be So Lucky                            | 1987   | Chris Langman                |
| Got to Be Certain                               | 1988   | Chris Langman                |
| Je Ne Sais Pas Pourquoi                         | 1988   | Chris Langman                |
| Especially for You                              | 1988   | Chris Langman                |
| It's No Secret                                  | 1988   | Chris Langman                |
| Made in Heaven                                  | 1988   | Chris Langman                |
| Hand on Your Heart                              | 1989   | Pete Cornish                 |
| Wouldn't Change a Thing                         | 1989   | Pete Cornish                 |
| Never Too Late                                  | 1989   | Pete Cornish                 |
| Tears on My Pillow                              | 1989   | Pete Cornish                 |
| Better the Devil You Know                       | 1990   | Paul Goldman                 |
| Step Back in Time                               | 1990   | Nick Egan                    |
| What Do I Have to Do                            | 1991   | Dave Hogan                   |
| Shocked (DNA Mix)                               | 1991   | Dave Hogan                   |
| Word Is Out                                     | 1991   | James Lebon                  |
| If You Were with Me Now                         | 1991   | Greg Masuak                  |
| Give Me Just a Little More Time                 | 1992   | Greg Masuak                  |
| Finer Feelings                                  | 1992   | Dave Hogan                   |
| What Kind Of Fool (Heard All That Before)       | 1992   | Greg Masuak                  |
| Celebration                                     | 1992   | Greg Masuak                  |
| Confide in Me                                   | 1994   | Paul Boyd                    |
| Put Yourself in My Place                        | 1994   | Keir McFarlane               |
| Where Is the Feeling?                           | 1995   | Keir McFarlane               |
| Where the Wild Roses Grow                       | 1995   | Rocky Schenck                |
| Some Kind of Bliss                              | 1997   | David Mould                  |
| Did It Again                                    | 1997   | Pedro Romhanyi               |
| Breathe                                         | 1998   | Kieran Evans                 |
| GBI (German Bold Italic)                        | 1998   | Stéphane Sednaoui            |
| Spinning Around                                 | 2000   | Dawn Shadforth               |
| On a night like this                            | 2000   | Douglas Avery                |
| Kids                                            | 2000   | Simon Hilton                 |
| Please Stay                                     | 2000   | James/Alex                   |
| Your Disco Needs You                            | 2001   | Todd Cole                    |
| Can't Get You Out of My Head                    | 2001   | Dawn Shadforth               |
| In Your Eyes                                    | 2002   | Dawn Shadforth               |
| Love at First Sight                             | 2002   | Johan Renck                  |
| Come into My World                              | 2002   | Michel Gondry                |
| Slow                                            | 2003   | Baillie Walsh                |
| Red Blooded Woman                               | 2004   | Jake Nava                    |
| Chocolate                                       | 2004   | Dawn Shadforth               |
| I Believe in You                                | 2004   | Vernie Yeung                 |
| Giving You Up                                   | 2005   | Alex/Martin                  |
| 2 Hearts                                        | 2007   | Dawn Shadforth               |
| Wow                                             | 2008   | Melina Matsoukas             |
| In My Arms                                      | 2008   | Melina Matsoukas             |
| All I See                                       | 2008   | William Baker                |
| The One                                         | 2008   | Ben Ib                       |
| All the Lovers                                  | 2010   | Joseph Kahn                  |
| Get Outta My Way                                | 2010   | AlexandLiane                 |
| Higher                                          | 2010   | Alex Herron                  |
| Better than Today                               | 2010   | William Baker/Kylie Minogue  |
| Santa Baby                                      | 2010   | Alasdair McLellan            |
| Timebomb                                        | 2012   | Christian Larson             |
| Flower                                          | 2012   | Kylie Minogue                |
| Limpido                                         | 2013   | Gaetano Morbioli             |
| Into The Blue                                   | 2014   | Dawn Shadforth               |
| Sexercize                                       | 2014   | Roman Coppola/ Will Davidson |
| I Was Gonna Cancel                              | 2014   | Dimitri Basil                |
| Crystallize                                     | 2014   | Alice Moitié                 |
| Sleepwalker                                     | 2014   |                              |
| Right Here, Right Now                           | 2015   | Daniel Börjesson             |
| Absolutely Anything and Anything At All         | 2015   | Bill Jones/Ben Timlett       |
| Black and White                                 | 2015   | Katerina Jebb                |
| The Other Boys                                  | 2015   |                              |
| Every Day's Like Christmas                      | 2015   | David Lopez-Edwards          |
| Dancing                                         | 2018   | Sophie Muller                |
| Stop Me From Falling                            | 2018   | Colin Solal Cardo            |
| Stop Me from Falling" (featuring Gente de Zona) | 2018   | Sophie Muller                |
| Music's Too Sad Without You                     | 2018   | Joe Connor                   |
| Golden                                          | 2018   | Sophie Muller                |
| Say Something                                   | 2020   | Sophie Muller                |
| A Second to Midnight                            | 2021   |                              |
| Kiss of Life                                    | 2021   |                              |
| Can't Stop Writing Songs About You              | 2022   |                              |
| Padam Padam                                     | 2023   | Sophie Muller                |
| Tension                                         | 2023   | Sophie Muller                |
| Dance Alone                                     | 2024   |                              |
| Edge Of Saturday Night                          | 2024   |                              |
| My Oh My                                        | 2024   |                              |
| Lights Camera ACtion                            | 2024   |                              |

### DVD
- 2001. „“
- 2002. „“
- 2002. „“
- 2004. „“
- 2004. „“
- 2005. „“
- 2008. „“

### Singlovi
| - 1987. „“ - 1988. „“ - 1988. „“ - 1988. „“ - 1988. „“ - 1988. „“ - 1988. „“ - 1989. „“ - 1989. „“ - 1989. „“ - 1990. „“ - 1990. „“ - 1990. „“ - 1990. „“ - 1991. „“ - 1991. „“ - 1991. „“ - 1991. „“ - 1992. „“ - 1992. „“ - 1992. „“ - 1992. „“ |  | - 1994. „“ - 1994. „“ - 1995. „“ - 1995. „“ - 1997. „“ - 1997. „“ - 1998. „“ - 1998. „“ - 1998. „“ - 2000. „“ - 2000. „“ - 2000. „“ - 2000. „“ - 2001. „“ - 2001. „“ - 2001. „“ - 2002. „“ - 2002. „“ - 2002. „“ - 2003. „“ - 2004. „“ - 2004. „“ | - 2004. „“ - 2005. „“ - 2007. „“ - 2008. „“ - 2008. „“ - 2008. „“ - 2008. „“ - 2010. „“ - 2010. „“ - 2010. „“ - 2010. „“ - 2011. „“ - 2012. „“ - 2012. „“ - 2012. „On A Night Like This“ (verzija pesme sa kompilacionog albuma The Abbey Road Sessions) - 2013. „“ |

## Filmografija

### Televizija
- 1980. „Skyways“ (mini serija) kao
- 1980. „The Sullivans“ (TV serija) kao
- 1985. „“ (TV serija) kao  (epizodna uloga)
- 1985. „“ (TV serija) kao
- 1986. „Piano / Fame and Misfortune“ (mini serija) kao
- 1986—1988. „Neighbours“ (TV serija) kao
- 1994. „The Vicar of Dibley“ (TV serija) kao  (epizodna uloga)
- 1997. „Men Behaving Badly“ (TV serija) kao  (epizodna uloga)
- 2004. „Kath & Kim“ (TV serija) kao  (epizodna uloga)

### Bioskopi
- 1989. „The Delinquents“ (igrani film) kao Lola Lovell - Reditelj:
- 1994. „Street Fighter“ (akcioni film) kao  — Reditelj:
- 1995. „Hayride To Hell“ (kratki film) kao  — Reditelj:
- 1995. „Bio-Dome“ (komedija) kao Dr. Petra von Kant — Reditelj:
- 1996. „Misfit“ (kratki film) — Redatelj: Taylor Woods“
- 2000. „Cut“ (horor film) kao  — Reditelj:
- 2000. „Sample People“ (igrani film) kao  — Reditelj:
- 2001. „“ (mjuzikl) kao The Green Fairy — Reditelj:
- 2005. „The Magic Roundabout“ (animirani crtani film) kao Florence (glas i naslovna pjesma) — Reditelji: Dave Borthwick, Jean Duval & Frank Passingham.

## Turneje i koncerti
Nakon što je na početku svoje karijere Kajli Minog više puta od strane kritičara opisivana kao „drugorazredna Madonna“, etablirala se s Intimate & Live kao uspešna koncertna umetnica, koja je stalno prisutna na sceni i za razliku od nekih drugih pevačica stvarno peva uživo. Engleski muzički magazin Q je Kajli uvrstio na listu „50 Bands to See Before You Die“. Njene turneje postajale su sve raskošnije, a na dizajnu scenske garderobe sudelovali su između ostalih i poznati modni kreatori Dolče i Gabana, Karl Lagerfeld i Džon Galiano.
- 1989. „Disco In Dreams“ (Japan)
- 1990. „Enjoy Yourself Tour“ (Evropa)
- 1991. „Rhythm Of Love Tour“ (Australija, Jugoistočna Azija, Japan)
- 1991. „Let's Get To It Tour“ (Velika Britanija i Irska)
- 1998. „Intimate & Live“ (Australija, Velika Britanija)
- 2001. „On A Night Like This“ (Evropa, Australija)
- 2002. „Fever“ (Evropa, Australija)
- 2003. „Money Can't Buy“ (koncert povodom objavljivanja Body Language u Hammersmith Apollo u Londonu)
- 2005. „Kylie Showgirl - The Greatest Hits Tour“ (Evropa)
- 2007. „“
- 2008. „“
- 2009. „For You, For Me Tour“ (SAD)
- 2011. „Aphrodite - Les Folies Tour“ (Evropa, Azija, Australija)

## Spoljašnje veze
- Kajli Minog Zvanični sajt
- Kajli Minog на веб-сајту  (језик: енглески)